# آشور

الشرق الأوسط القديم 1220 قبل الميلاد. توسعت آشور فشملت سوريا وفلسطين وإسرائيل وشمال مصر حتى انتهت في عام 609 قبل الميلاد.

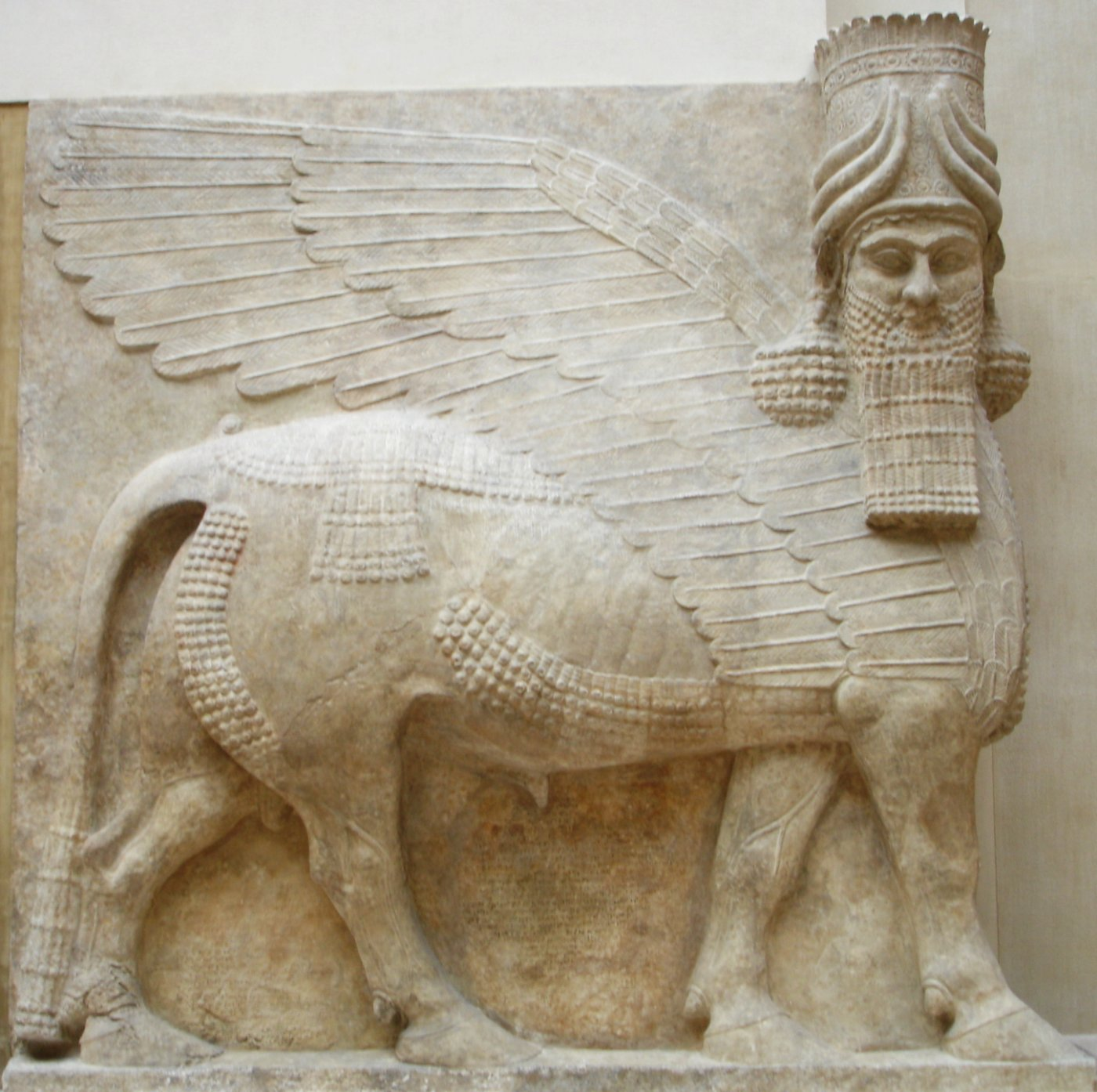
الثور المجنح، رأس إنسان على جسم ثور

آشور أو أشّور (الاكادية: 𒀸𒋩، السريانية: ܐܬܘܪ أو ܐܫܘܪ) هي حضارة قامت في مدينة آشور في شمال بلاد ما بين النهرين، وتوسعت في الألفية الثانية ق.م. وامتدت شمالاً لمدن نينوى ونمرود وخورسباد. ولقد حكم الملك شمشي مدينة آشور عام 1813 ق.م. واستولى حمورابي ملك بابل على آشور عام 1760 ق.م. إلا أن الملك الآشوري شلمنصر الأول استولى على بابل وهزم الميتانيين عام 1273 ق.م. ثم استولت آشور ثانية على بابل عام 1240 ق.م. وفي عام 1000 ق.م. استولى الآراميون على آشور، لكن الآشوريين استولوا على فينيقيا عام 774 ق.م. وصورعام 734 ق.م. والسامرة عام 721 ق.م. وأسر سرجون الثاني اليهود في أورشليم عام 701 ق.م. وفي عام 686 ق.م. دمر الآشوريون مدينة بابل وثار البابليون على حكم الآشوريين وهزموهم بمساعدة ميديا عام 612 ق.م. شن الآشوريون حملاتهم على باقي مناطق سوريا وتركيا وإيران.

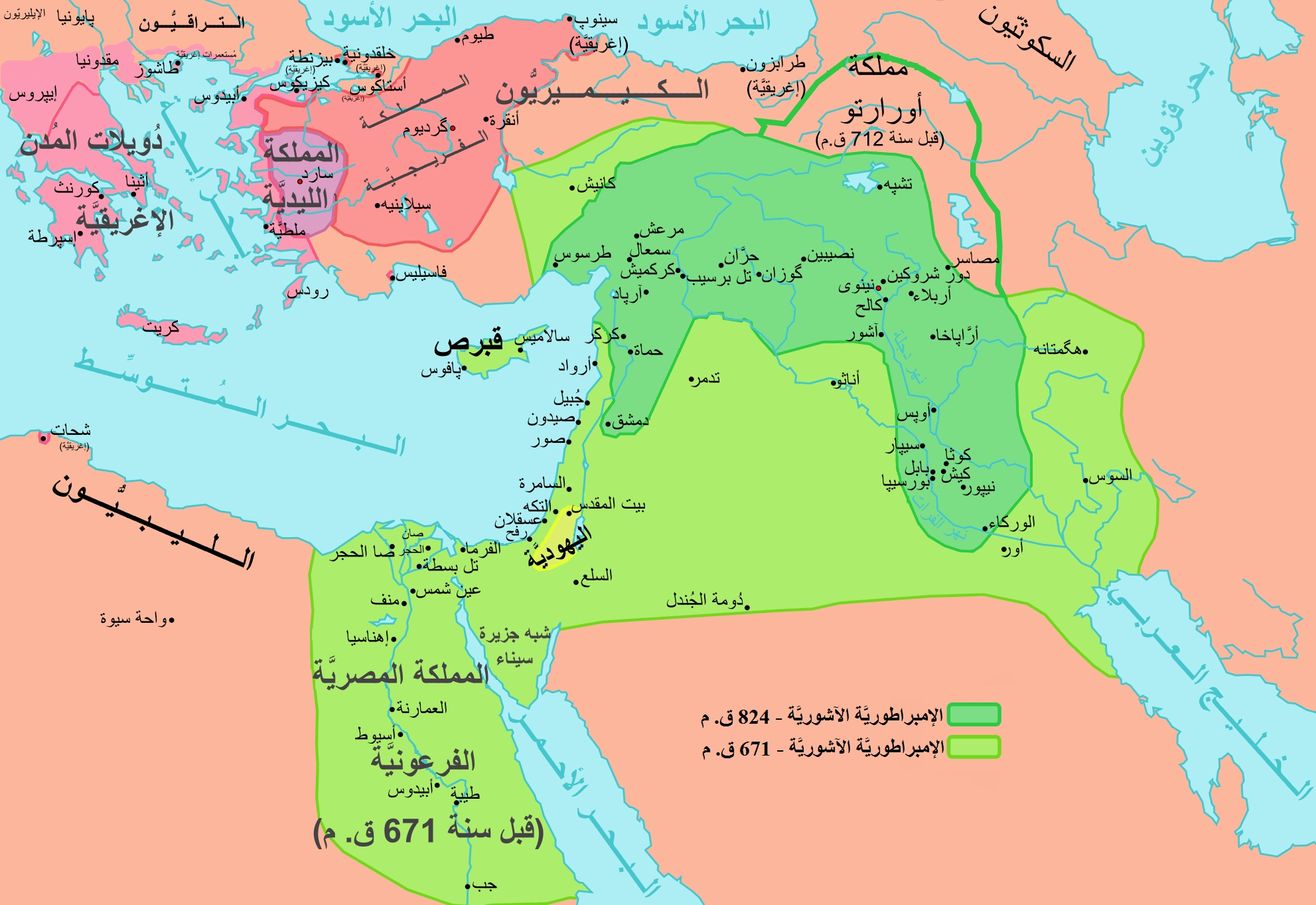
الإمبراطورية الاشورية في أقصى اتساعاتها

وكانت مملكة آشور دولة عسكرية تقوم على العبيد، وكان لها إنجازات معمارية وصنع التماثيل ولا سيما تماثيل الثيران المجنحة التي كانت تُقام أمام القصر الملكي، وزيّنت الجدران بنقوش المعارك ورحلات الصيد. وما بين سنتي 883 ق.م. و 612 ق.م. أقامت إمبراطورية من النيل للقوقاز، ومن ملوكها العظام: آشوربانيبال، تغلات فلاسرالثالث، سرجون الثاني، سنحاريب، آشور ناصربال الأول، وآسرحدون (والد آشور بانيبال) الذي كان مهووساً بحب إذلال الملوك حيث كان يجبر الملوك التابعين له المجيء إلى عاصمته والعمل في ظروف قاسية لبناء قصوره في نينوى، وآخر ملوك آشور المدعو آشور أوباليط الثاني الذي أقام مقر قيادة مؤقت في حران (الجزيرة الفراتية) بعد سقوط نينوى بيد البابليين بقيادة نبوبولاسر محاولاً تأخير المذبحة الشاملة للشعب الآشوري. وكانت كتابة الآشوريين الكتابة المسمارية التي كانت تكتب على ألواح الطين، وأشهر مخطوطاتها ملحمة جلجماش التي ورد بها الطوفان لأول مرة. وكانت علومهم مرتبطة بالزراعة ونظام العد الحسابي السومري الذي عرف بنظام الستينات وكانوا يعرفون أن الدائرة 60 درجة، كما عرفوا الكسور والمربع والمكعب والجذر التربيعي، وتقدموا في الفلك وحسبوا محيط خمسة كواكب، وكان لهم تقويمهم القمري وقسموا السنة لشهور والشهور الأيام، وكان اليوم عندهم 12 ساعة والساعة 30 دقيقة. وكانت مكتبة الملك آشوربانيبال من أشهر المكتبات في العالم القديم حيث جمع كل الألواح بها من شتى مكتبات بلاده.
الآشوريون هم من الأكديين الذين قطنوا المنطقة الشمالية من حوض نهر دجلة، بعد الهجرة من منطقة بابل خلال العهد الأكدي. اختلط الأشوريون مع الشعوب الجبلية الحيثيين والحوريين واستعبدوا الآراميين (قبيلة الأخلامو والنبط) وقبائل العريبي أو الأعربي (قبائل قيدار وقيدم وجندبو وسبأ وثمودي) والكلدان.

## التاريخ
كان ظهور الارتباط السياسي بالنسبة للآشوريين، قد وضح في الخضوع لسيطرة أسرة أور الثالثة، والتي ما إن بدأ سلطانها بالزوال، حتى تطلع الملك «بوزور آشور الأول» لإعلان الاستقلال والعمل على تأسيس الحكم الآشوري خلال العام 2012 ق.م، ليبدأ التحرك نحو مناطق الحوض الجنوبي من وادي الرافدين. والواقع أن الآموريين بدؤوا في إعلان ولائهم للآشوريين من أجل التمكن من الاستقرار من منطقة مركز الحكم الآشوري، وبالتالي التمكن من النفاذ إلى قمة هرم السلطة والسيطرة على مؤسسة الحكم، وكان لهذه الحركة أثرها في توسع النفوذ الآشوري إلى سواحل البحر المتوسط في سوريا، إلا أن ظهور الملك حمورابي كان قد أوقف مرحلة التوسع الآشوري، بعد أن أخضعها تحت نفوذه.
بعد سقوط الدولة البابلية الأولى على يد الحيثيين، تمكّن الآشوريين من استثمار الفرصة، لإعلان استقلالهم على يد الملك «شمشي أدد الثاني» في العام 1380 ق.م، الذي تميز عهده بالعمل الجاد والدؤوب على إعادة بناء وتوسيع الدولة الآشورية، إلا أن خلفاؤه لم يكونوا بمستوى طموحاته، هذا بالإضافة إلى حالة الخطر والتهديد التي ظهرت على يد الميتانيين من القبائل الحورية والممالك السورية خلال منتصف الألف الثاني ق.م، حيث قيّض لهم السيطرة على الدولة الآشورية حوالي مائة عام.
ساهمت العلاقات الدولية المحتدمة بين القوى الناهضة، في تغيير ملامح الصورة السياسية العامة، إذ لم تستقر الأوضاع، بقدر ما كانت الطموحات هي الدافع الرئيس في صدام القوى، وتوجيه التحالفات، فالميتانيون كانوا قد دخلوا في صراع سياسي وعسكري ضد الحيثيين، هذا بالإضافة إلى الانقسام الذي ظهر داخل البيت الميتاني الحاكم، ليتبلور الاتجاه لدى ملك آشور المدعو «آشور أوباليط الأول» في إعلان تحالفه مع أحد أطراف النزاع الداخلي.
إن النتائج التي تمكن أن يحصل عليها الملك الآشوري، لا سيما في التخلص من النفوذ الميتاني والتمكّن من اقتسام بلادهم، أن جعله يتوجه نحو توطيد أواصر علاقاته السياسية، مع القوى السياسية الفاعلة، حيث أقدم على الزواج من ابنة الملك الكاشي الذي كان يفرض نفوذه على بابل. وقد حظيت مملكة آشور بملوك خلفوا «آشور أوبلط» وكانوا على مستوى المسؤولية وانتهجوا ذات الأسلوب الذي سار عليه، ليثمر عن ذلك خلال القرن التاسع ق.م، بلوغ مستوى الإمبراطورية الآشورية بكل قوتها ونفوذها السياسي. من الملوك الآشوريين البارزين «شلمنصر الأول» الذي دام حكمه 1266 - 1243 ق.م، وتطلع إلى توجيه العديد من الحملات العسكرية وعمل على استبدال العاصمة «آشور» بمدينة «نمرود». أما العمل الأبرز فكان على يد الملك «توكولتي نينورتا الأول» 1243 - 1221 ق.م، الذي تمكّن من السيطرة على بلاد بابل، وتوسيع سلطانه في الجهات الشرقية والغربية. لكن بعد وفاة هذا الملك دخلت آشور في مرحلة الضعف السياسي، نتيجة لوصول ملوك ضعاف الشخصية، غير قادرين على إدارة مقاليد الحكم، واستمرت هذه الفترة حوالي مائة عام، حتى بلوغ الملك «تغلث فلاسر الأول» 1116 - 1090 ق.م إلى سدة الحكم، لتكون هذه الفترة مليئة بالإنجازات العسكرية الكبيرة، حيث تمكن من تحقيق الانتصارات المتوالية في الأصقاع البعيدة، في البحر الأسود وسواحل آسيا الصغرى والمدن الفينيقية على الساحل السوري، هذا بالإضافة إلى استعادة السيطرة على مملكة بابل، وإعادة نقله العاصمة إلى المدينة القديمة «آشور» والعمل على إعادة بنائها من جديد، وذلك بعد أن توفرت الأموال اللازمة التي كانت تأتي إلى العاصمة من مختلف الأقاليم التي تمت السيطرة عليها.
على الرغم من الجهود التي بذلها «تجلات بلاسر» في تدعيم الملك الآشوري وبناء الدولة، إلا أن الخطر الآرامي مثل تهديداً حقيقياً للآشوريين، لا سيما خلال القرن الحادي عشر ق.م. لكن القرن التاسع عشر ق.م، شهد نهوضاً آشورياً جديداً على يد الملك «أداد نيراري الثاني» 913 - 890 ق.م، الذي عمل على مواجهة الخطر الآرامي من خلال إخضاعهم للسلطان الآشوري، وتطلع نحو محاربة بابل لتسفر عن توقيع معاهدة بين الطرفين، اعترفت فيها مملكة بابل بترسيم الحدود مع الجانب الآشوري.
أما المرحلة اللاحقة فقد تميزت في تحركات القبائل الجبلية في المناطق الشمالية من سوريا، وتطلعات الآراميين في المنطقة الغربية حتى جاء الملك "آشور ناصربال الثاني" 883 - 859 ق.م، الذي وضع لمساته الخاصة في مجال التنظيمات العسكرية، حيث توسع في مجال استخدام العربات العسكرية والخيالة، مع العناية بالجانب الإداري، حيث كان للتوسع الكبير في الفتوحات، أثره في أهمية الاعتماد على ولاة ينوبون عن الملك في إدارة الأقاليم، لا سيما البعيدة منها. وكان الملك "شلمنصر الثالث 858 - 824 ق.م، قد عمل على توسيع رقعة الحكم الآشوري، ليفرض الجزية على الممالك الواقعة في رأس الخليج العربي. هذا بالإضافة إلى الحملات التي وجهها نحو جنوب سوريا. ولعل الحادث الأكثر جسامة في تاريخ الملك شلمنصر، كان قد تمثل في الانتصار الذي حققه في "معركة قرقارة" عام 853 ق.م، عندما واجه التحالف الذي تم بين الآراميين، خصوصاً بعد تعرض مدينة "دمشق" لهجوم شلمنصر، وعلى الرغم من تمكن الملك من مواجهة جيوش إثنتا عشر مملكة آرامية، إلا أنه لم يتمكن من دخول "دمشق" (4). ومما فاقم في الأوضاع، ظهور حالة من التمرد الداخلي في الأسرة الحاكمة، حيث أعلن أحد أبناء الملك راية العصيان، مما كان له الأثر البالغ في فقدان مملكة آشور لبعض الأقاليم الآشورية-البابلية، من خلال إقدام الملك "شمش آداد الخامس 824 - 810 ق.م، للزواج من الأميرة البابلية "سميراميس" التي صارت الوصية على عرش ولدها الصغير بعد وفاة والده الملك. والواقع أن مملكة آشور كانت قد وقعت تحت حكم بعض الملوك الضعاف الذين لم يتمكنوا من تقديم، أي إنجاز سياسي، حتى ظهور الملك "تغلث فلاسر الثالث" 745 - 727 ق.م.
ما يميّز عصر هذا الملك، الاتجاه الشديد والقاسي، نحو فرض العقوبات الصارمة بأعدائه، فقد تمكن من دخول مدينة دمشق عام 732 ق.م، وعمد إلى نقل سكانها إلى خارج المدينة، من أجل القضاء على نفوذ الدولة الآرامية بدمشق، وكان هذا الأسلوب قد ابتدعه ليسير خلفاؤه من بعده عليه، من جانب آخر كان تركز تغلث فلاسر الثالث على محاربة الميديين في بلاد فارس، فيما تمكن من احتلال مدينة بابل عام 729 ق.م، وإعلان نفسه ملكاً عليها. وكان من نتائج التوجه نحو الفتوح والحركات العسكرية المستمرة، أن توسعت رقعة الإمبراطورية الآشورية، لتشمل مناطق بعيدة أتاحت لخلفه الملك شلمنصر الخامس 727 - 722 ق.م، أن يحظى بمملكة واسعة الأرجاء، محكمة البنيان، تدخل خزانتها الأموال الواسعة الكبيرة، إلا أنه تعرض للانتفاضة الداخلية، لينتقل الحكم إلى أخيه الملك سرجون الثاني 722 - 705 ق.م، الذي واجه الأطماع المصرية في المنطقة بعد أن فقدت نفوذها في إسرائيل، ودولة بابل التي حاولت التخلص من السيطرة الآشورية المباشرة. فيما تميزت خطوات «سرجون الثاني» بالتؤدة والحكمة، حتى أنه صفح عن ألد أعدائه، وعينهم في مناصب مهمة، مثل حكام إمارات، كل هذا من أجل حفظ الموازنات، ليتمكن بالتالي من الحصول على لقب ملك بابل.
من جانب آخر قيّض لهذا الملك أن يتم له القضاء على مملكة السامرة عام 722 ق.م، ويعمد إلى طرد أهلها واستبدالهم بسكان جدد، وبعدد أكبر مما كان، وعيّن عليها حاكماً آشوريّاً مع فرض الجزية. وفي الوقت ذاته برزت التدخلات المصرية في المنطقة الغربية، حيث عمدت إلى تقديم الدعم من أجل ظهور التمرد والثورات ضد النفوذ الآشوري. لكن سرجون الثاني لم تخمد همته، بل حرص بالإضافة إلى نشاطاته العكسرية، إلى تأمين الطرق التجارية في سوريا عند الشمال الغربي وفي جزيرة العرب واليمن وحضرموت. أما في الأقاليم الشمالية من سورية فإن جهوده أثمرت عن مد سلطانه إلى طوروس وآرارات وعمد إلى احتلال قبرص، بل وحرص على فرض نفوذه في مناطق التخوم مع الجنوب مع بلاد مصر ولا سيما إسرائيل. أما في المجال العمراني، فقد حرص على تطوير مدينة «آشور» العاصمة القديمة، لينتقل بعدها إلى مدينة «نمرود»، فانتقالة مرة أخرى إلى مدينة «نينوى»، لكنه حرص في العام 713 ق.م، على إنشاء مدينة جديدة «خرسباد» بعد أن أحاطها بسور حصين، تم بناء مائة وخمسون برجاً عليه، مع ثمان بوابات مرسوم عليها الثيران المجنحة لحراسة المدينة، وقد تم افتتاح المدينة عام 706 ق.م، بعد أن خططت بشكل دقيق وحاذق يثير الإعجاب، ليكون دلالة عميقة على التطور الفني والعمراني الذي بلغه الآشوريون، لا سيما وأن حالة الاتصال مع الثقافات الأخرى كان له الأثر البارز في هذا المجال. لكن المدينة سرعان ما أهملت، خصوصاً وأن خلفه الملك «سنحاريب» 705 - 681 ق.م، وقد نقل العاصمة إلى «نينوى».
ما يميز عهد «سنحاريب» حالة التقارب والتحالف مع الفينيقيين واليونان، الذين قدّموا له الدعم في إنشاء السفن التي استخدمها في محاربة الممالك البابلية الموجودة في أقصى الجنوب عند رأس الخليج العربي، لا سيما بابل وبعض الممالك السورية التي كانت قد وقفت بالضد من بلاد آشور) في شرق سوريا والهلال الخصيب. أما الملك «أسرحدون 680 - 669» ق.م الذي قيض له أن يقمع الفتنة التي ظهرت في أعقاب والده سنحاريب، فقد توجه بكل ثقله نحو محاربة مصر في شرق الدلتا عام 675 ق.م، م.
بوفاة الملك «أسرحدون» المفاجئة، تعرضت الأسرة الحاكمة إلى مشكلة وراثة الحكم، حيث تمكن الابن الثالث «آشور بانيبال» 669 - 626 ق.م، من السيطرة على الحكم في بلاد آشور، أما الابن الأكبر «شمش شوم أوكين» فقد عُيّن وريثاً شرعياً للمملكة في بابل، وكان التعاون بين الأخوين قد استمر لمدة عشرين عاماً، لكن الأطراف المناوئة للنفوذ الآشوري، حاولت التقرب إلى الملك «شمش شوم»، محرضينه على أهمية التمرد على أخيه الملك «آشور بانيبال». وقد عملت عدة أطراف في هذا المجال منها الكلدانيون والعيلاميون والممالك السورية وأمراء القبائل العربية، ليسفر ذلك عن حصار لمدينة بابل عام 652 ق.م، دام حوالي السنتين انتهى بوفاة الملك «شمش شوم» وتدميرمدينة بابل، ليتوجه «آشور بانيبال» بعدها إلى تأديب الحلفاء حيث هاجم العيلاميين، وعمد إلى تدمير مدينة «سوسة».
وكعادة الآشوريين، فإن مشكلة ولاية العهد كانت الأكثر حضوراً في الواقع السياسي، حتى أن وفاة أي ملك منهم، تمثل مرحلة قلاقل وصدامات بين الأمراء، إذ عادت الحروب بين الإخوان حول ولاية العهد والفوز بالمنصب الملكي، وقد استثمرها ملوك الأقاليم للانفصال عن الحكم الآشوري، حيث انفصلت إسرائيل وسوريا وأرمينيا، وظهرت الأسرة الكلدانية في بابل، وبدأ الميديون بتهديد العاصمة الآشورية. وقد بلغ الأمر قمته عندما تم التحالف بين الميديين والبابليين لاقتسام مملكة آشور وتدمير العاصمة «نينوى» ونهب كنوزها.
كان للطبيعة الحربية التي نشأ عليها الآشوريون، قد انعكست في مجال الاعتقاد والعبادات الدينية، حيث يغلب على آلهتهم الصفة الحربية، وهذا ما يتجسد في كبير الآلهة لديهم وهو «آشور» إله الحرب، حيث يجسد في رسم محارب قاسي الملامح يحمل العدّة الحربية الكاملة والجاهزة. وفي المرتبة الثانية تأتي منزلة الآلهة «عشتار» زوجة «آشور»، حيث يتم رسمها وفق السمة الحربية، حيث تحمل السيف والقوس وتضع على كتفها السهام المعدة للقتال. والواقع أن عبادة الآشوريين لم تتوقف على هذين الإلهين، بل إن الاحتكاك مع الأقوام والثقافات المختلفة ومنهم الاراميين، جعلتهم يتوجهون نحو عبادة العديد من الآلهة مثل؛ «شمش، سين، آداد، نابو، بعل، مردوخ، إينورتا».

## المملكة القديمة
يمكن تتّبع وجود الآشوريين في منطقة دجلة الوسطى منذ الألف الثاني قبل الميلاد، فقد وسع (شمشي آدد 1745-1712 ق.م) الذي ينتمي لأسرة أمورية، سيطرة مدينة آشور على منطقة شمال بابل إثر تراجع السيطرة السومرية- الأكادية، وكان (شمشي آدد) قد بدأ حكمه في مدينة (شباط إنليل) -تل ليلان في سوريا حالياً - ولقب نفسه (ملك الكل) وبذلك بدأت فترة النفوذ الآشوري القديمة في منطقة الهلال الخصيب والتي استمرت من 1800 حتى 1375 قبل الميلاد، إلا أن الجزء الأكبر من بلاد ما بين النهريين بقي في هذه الفترة تحت سيطرة مدينة بابل، ووسع الآشوريين في هذه الفترة نشاطهم التجاري وأنشؤوا شبكة تجارية واسعة والعديد من المناطق التجارية (المستعمرات) في الأناضول، للتجارة بالمعادن، تلى ذلك فترة تنازع على النفوذ في سوريا مع الحوريين الذين أسسوا مملكة ميتاني والحيثيين، وقد تمكّن الملك شلمنصر الأول من حوالي 1400 ق.م من إخضاع ميتاني التي خضعت من الضغط الحيثي من الشمال ثم عادت المملكة لتخضع لميتاني بعد الضعف الذي أصابها نتيجة الهجوم الحيثي 1450 ق.م

## المملكة المتوسطة
تمكّن (إيريبا أدد الأول 1392- 1366 ق.م) من تخليص آشور من السيطرة الميتانية، إلا أنه كان على آشور خوض المزيد من المعارك مع الـ (هانيغالبات) الموقع الذي أسسه الحثيين، وذلك للسيطرة على المنطقة.

### تمهيد الطريق
بقيادة آشور أوباليط الأول 1363- 1328 ق.م بسطت آشور نفوذها على جنوب بلاد الرافدين، ولتدعيم علاقته مع بابل، زوج إبنته لملكها، إلا أن قتل حفيده في إحدى العصيانات في بابل دفعه لدخولها وتعيين حاكم جديد فيها.

### ذروة النفوذ الأولى
بعد النصر الذي حققه توكولتي نينورتا 1244- 1207 ق.م) على الحثيين والبابليين، نال لقب (ملك الكل) وتجدر الإشارة أن في عهده تظهر أول إشارة لعملية التوطين والنفي، والتي طبقت في الدولة الآشورية الحديثة بشكل واسع، إلا أنه نتيجة للخلافات الداخلية في الأسرة الحاكمة خسرت الدولة الآشورية بابل لعيلام، ليعاود بعد ذلك الملك آشور ريش إيشي 1132- 1115 ق.م سياسة التوسعات ممهداً الطريق أمام ابنه.

### التوسع إلى البحر الأبيض المتوسط
تابع الملك (تغلث بلاصر الأول 1114- 1076 ق.م) سياسة أبيه التوسعية وقد استخدم الجيش في عهده الأسلحة الحديدية لأول مرة، وقد مكّنه ضعف الكاشيون المسيطرون على بابل حينها من إعادتها لسيطرة الآشورية، وتقدم في الشمال والغرب بسهولة- كون الدولة الحيثية لم يعد لها وجود – ليصل سواحل المتوسط ويصف في إحدى النصب رحلة بحرية له يصطاد فيها حيوان بحري (ربما دلفين)، إلا أن من لحقه من الحكام لم يستطيعوا المحافظة على المملكة الواسعة النفوذ، كما كان لتزايد وجود ونفوذ الآراميين في شمال الهلال الخصيب دوراً في انحسار النفوذ الآشوري في المنطقة .

## المملكة الحديثة
ساهم الملوك الذين حكموا مباشرة قبل آشور ناصربال الثاني 883- 859 ق.م في إحكام النفوذ الآشوري على شرق الهلال الخصيب، إلا أن آشور ناصربال الثاني كان قد وضع نصب عينيه الطرق الموصلة إلى البحر الأبيض المتوسط والتي كانت ضمن الدولة الآشورية زمن تغلات بلاصر الأول، وهذا ما دفعه لتقنية إنشاء الحصون في المناطق المسيطر عليها خلال مسيرته نحو إخماد العصيانات التي كانت تحدث في المنطقة البعيدة عن مركز المملكة، أما إبنه شلمنصر الثالث 858- 824 ق.م فقد وسع حدود الدولة وخاض معارك عدة في الجناح الغربي للهلال الخصيب أشهرها معركة قرقره شمال مدينة حماة عام 854 ق.م، والتي واجه بها تحالف من المالك الآرامية-الكنعانية التي أخرت السيطرة الآشورية على غرب الهلال الخصيب إلى حين، وفي إحدى النصوص التذكارية لمعاركه يقول:
«لقد هزمت هدد عدر ملك إميريشو مع اثني عشر أمير من حلفائه، وجندلت 29000 من محاربيه الأقوياء، ودفعت بمن تبقى من قواته إلى نهر العاصي، فتفرقوا في كل اتجاه يطلبون أرواحهم، هدد عدر انتهى واغتصب العرش مكانه حزئيل ابن لا أحد، فدعا الجيوش الكثيرة في وجهي، فقاتلته وهزمته وغنمت كل مراكبه، أما هو فقد هرب طالباً حياته، فتعقبته إلى دمشق مقره الملكي، حيث قطعت أشجار بساتينه»
أيضاً واجه شلمنصر الثلث تحد جديد من قبل مملكة أورارتو في جبال الأناضول الشرقية .

### الأزمات الداخلية
لم يكن من الممكن للحكام اللاحقين بعد شلمنصر الثالث الحفاظ على مناطق نفوذ الدولة وذلك للأزمات الداخلية التي حاقت بالمملكة بدءاً من عهد شلمنصر الثالث نفسه ولمدة 80 عاماً تليه، وزاد في الصعوبات، المواجهات المستمرة مع مملكة أوراراتو التي استعصت على الجيش الآشوري لطبيعة الجبلية القاسية فيها والمعارك التي خاضها ابنه (أداد نيراري الثالث) في إعادة النفوذ كانت التمهيد للمرحلة القادمة.

### إصلاح الأقاليم
عندما اعتلى تغلات بلاصر الثالث (745- 727 ق.م) العرش كانت تفتك بالدولة الآشورية أخطار العصيانات والتمردات وكذلك الخطر القادم من الشمال عبر (أورارتو)
لم يتضح حتى اليوم كيف وصل تغلات بيلاصر الثالث إلى الحكم، وكون استلامه الحكم كان عن طريق تمرد عسكري قام به، يرجحه عدم انتمائه للأسرة الحاكمة ويخمّن بعض الباحثين أن يكون أحد ولاة المقاطعات الآشورية الكبيرة، الذين نما سلطانهم وأصبحت مناصبهم وراثية، وما أن استلم الحكم حتى ضاعف عدد الولايات كخطوة للحد من قوة حكام الولايات بتصغير ولاياتهم وبالتالي منعهم من المنافسة على عرش الإمبراطورية.

### الطريق نحو الإمبراطورية
كان الهمّ الأول لـتغلات بيلاصرالثالث الحفاظ على الجزء الغربي من الهلال الخصيب المنفذ البحري الأهم للدولة الآشورية وكذلك الحفاظ على المراكز التجارية في هذا الجزء، وقد تمكن من ذلك عبر سلسلة من المعارك أهمها المعركة التي أنها بها القوة الأكبر في المنطقة، مملكة دمشق، عام 733 ق.م وتوجه بعدها لترسيخ الحكم في الدولة الممتدة من الخليج العربي حتى سيناء، كما كانت عليه سابقاً في زمن آشور ناصربال وشلمنصر الثالث قبل ذلك بحدود المائة عام والتي لم يحافظ عليها، وهذا ما أراد تغلات بلاصر الثالث عدم تكراره قام بتقسيم الدولة إلى مقاطعات – إدارات تحكم من قبل ولاة يعينهم بنفسه، وعمل على تطبيق سياسة الترحيل الإجباري (النفي والتوطين) لمجموعات كبيرة طالت المئات من المدن والقرى في المنطقة بما في ذلك الآشوريين أنفسهم الذين وطنوا بالآلاف أحياناً في المناطق الحدودية والأقاليم الزراعية البعيدة، عكس بعض المدن التي تم ترحيل سكانها إلى العاصمة الآشورية والمدن المحيطة بها، وحسب النصوص يمكن الحديث عن نقل 100000 إنسان فقط في زمن تغلات بيلاصر الثالث، مما سهّل عملية السيطرة على أرجاء الدولة، بقطع الروابط الدموية – العشائرية بين المهجرين وجماعاتهم السابقة وجعلهم معتمدين بأماكنهم الجديدة على الدولة في تدبير أمورهم مما ساهم في عملية مزج للبشر في المنطقة وساهم أيضاً في إضعاف اللهجات- اللغات المحلية لتحل محلها لغة جامعة. بالإضافة لذلك كله كانت عقوبات تغلات بلاصر الثالث للجماعات المتمردة على الدولة تصل درجة الوحشية وهي مسجلة في حولياته بتفاصيل لتكون عبرة لمن يراها.
كما قام تجلات بيلاصر الثالث بتتويج نفسه في بابل بعد قلاقل حدثت هناك، وبذلك يتوحد التاج الملكي لبابل وآشور لأول مرة في التاريخ وبعد موته عام 727 ق.م ترك لابنه (شلمنصر الخامس) دولة قوية حسنة التنظيم.

### ذروة القوة
لم يقدّر شلمنصر الخامس على الحكم طويلاً ففي العام 722 ق.م يعتلي سرجون الثاني 722- 705 ق.م العرش إثر تمرد قاده ، المعلومات عنه قليلة ويقول الكثير من الباحثين بأنه ليس أحد ورثة العرش من السلالة الملكية، وأحد الدلائل هو عدم ذكر سلفه أبداً في حولياته، وبعد أن استقر له الأمر توجه لضبط الأوضاع حيث جنحت بعض مدن المملكة لتمرد وذلك قبل توليه الحكم توجه أولاً نحو بابل حيث كان الأميرمردوخ أبلا إيدينا الثاني قد نصب نفسه على العرش ولم يتمكن من هزيمته فعقد معه اتفاقاً وتوجه غرباً ليضم قبرص وآسيا الصغرى ويعقد مع (الفريجين) هدنة.
ثم أن الوقت كان قد حان لتوجيه ضربة لأورارتو تنهي التهديد الذي مارسته على آشور، وتم له ذلك في العام 714 ق.م وكانت نهاية هذا التهديد فرصة لإعادة ترتيب البيت الداخلي فتوجه سرجون الثاني مجدداً إلى بابل في العام 710 ق.م ، وما كان من ملكها إلا أن فرّ جنوباً،
هذا وكان سرجون الثاني قد أمر في العام 717 ق.م ببناء مقر جديد للحكم باسم (دور شروكين= قلعة سرجون) بالقرب من خورساباد الحالية وانتهى العمل بالبناء عام 706 ق.م، وأسكن فيها مجموعات من المرحلين كما يشير نصه:
«أخذت غنائم بأمر الإله آشور سيدي أقوام من الجهات الأربعة، بألسنة غريبة ولغات مختلفة، كانت تسكن في الجبال والسهول جعلت غايتهم واحدة، وجعلتهم يسكنون هناك في (دور شروكين)، وأرسلت مواطنين من بلاد آشور، مهرة في كل شيء مراقبين ومشرفين لإرشادهم على العادات ولخدمة الآلهة والملك»
إلا أن هذا المقر لم يستخدم كمقر للحكم بسبب موت سرجون الثاني بعد سنة من هذا التاريخ في أحد المعارك، بعد وفاته تولّى ابنه سنحاريب 704 – 681 ق.م العرش، ونقل العاصمة إلى نينوى ، حيث أمر بتحسينها وببناء قصور ومعابد وأقنية فيها، وخاض معارك عديدة في سبيل المحافظة على الدولة فأخمد العصيان البابلي عام 701 ق.م وتوجه غرباً ليخضع من تمرد من مدن غرب الهلال الخصيب، وأخيراً اصطدم بقوات الملك المصري (طهارقة) ولم يستطيع هزيمتها، فقفل عائداً بعد نشوب تمرد جديد في بابل والذي أنهاه سنحاريب في العام 689 ق.م مسبباً دماراً كبيراً في المدينة وما حولها.
بعد موت سنحاريب تولّى ابنه الأصغر آسرحدون 681- 669 ق.م وأولى أعماله كانت إعادة بناء بابل وإعادة المهجرين منها، كذلك وطد علاقاته مع الميديين في الشمال الشرقي، وقد أخمد تمرد صيدا التي ثارت في عهده، كما وطد علاقاته مع التجار العرب في أعالي شبه الجزيرة العربية حفاظاً على خطوط القوافل التجارية من جنوب العربة حتى مصر عبر سيناء وجه في العام 675 ق.م إلى مصر عابراً سيناء بمشقة وبعد معارك عديدة حتى 671 ق.م هزم الجيش المصري بقيادة ترقا ودخل منفس العاصمة، معلناً نفسه ملك على مصر السفلى والعليا وعلى أثيوبيا، إلا أن هذا الوضع لم يدم طويلاً كان أسرحدون قد وصى بأن يحكم إبنه شمش شوم أوكين بابل وابنه آشوربانيبال نينوى، وهذا ما حدث بالفعل بعد وفاته بالعام 669 ق.م،
بقيادة آشور بانيبال 669- 627 ق.م بلغت الدولة الآشورية أقصى امتداد لها في تاريخها، فإضافة إلى الهلال الخصيب شملت مصر بإخضاعه عاصمتها طيبة وإيران بإخضاعه عاصمتها سوسا، كما ازدهرت المملكة ليس فقط سياسياً وإنما أيضاً اقتصادياً وثقافياً، والأرشيف الضخم الذي جمع في عصره يعتبر من أكبر مكتبات العالم القديم، عقب موته توالت سنوات ليست جيدة التوثيق.

### الاضمحلال
في العام 616 ق.م زحف نابو بلاصر 625- 606 ق.م حاكم بابل ومؤسس الدولة البابلية الحديثة بمعونة الميديين، وأخضع آشور عام 614 ق.م في عهد الابن الثاني لـ (آشور بانيبال) الملك سين شار إشكون وبعد معارك أخرى أخضع نينوى في العام 612 ق.م وبذلك كانت نهاية الوجود السياسي الآشوري.
لقد كان التوسع الذي حققته الدولة الآشورية سبباً من أهم الأسباب التي أدت إلى نهايتها.

## الاقتصاد

### المرحلة القديمة
كانت العملات المستعملة في آشور هي العملات المصنوعة من الفضة، وأما في الأناضول فكانت العملات من القصدير، وكان ممنوعاً بتاتاً تصدير الذهب من آشور، واستورد النحاس والفضة والذهب من الأناضول حيث انتشرت شبكة «الكاروم» (المستوطنات التجارية)، والتي عُرف منها «كانيش» («كولتبه» في تركيا حالياً) على الأكثر، والقصدير الذي تم الاتجار به في آشور وصُدر للأناضول، مصدره من الشرق، من المحتمل من أوزبكستان. كانت صناعة النسيج هامة في آشور، إلا أنه استوردت بعض المنسوجات مرهفة الصنع من بابل، وبينما كانت مراكز صناعة النسيج الأساسية المتواجدة في أور ولارسا وماري تخضع لرقابة المعبد أو القصر، لم تخضع صناعة النسيج في آشور لرقابة مركزية، فأحياناً اشتغلت نساء التجار بصنعة الصوف ومشتقاته الخاصة المُعدّة للتصدير، كما تم استيراد الصوف من الأناضول أحياناً عندما كانت ترتفع أسعاره في آشور أوتقل.

### المرحلة الوسطى
لم تعد الفضة مادة دفع القيمة كما كان عليه الحال في الدولة القديمة، والسبب لذلك هو قلة الفضة على الأرجح، فقد حل معدن الـ «إن- إن» محل الفضة، وحول ترجمة هذا المصطلح وتحديد نوع هذه المعدن يسود خلاف في الآراء، فإما أنه القصدير أو الرصاص أو الذهب على شكل سبائك حلزونية جُلب من بابل وإيمار .
صدّرت آشور المنسوجات بشكل أساسي أيضاً في الدولة الوسطى، أما التجارة البعيدة التي يرد عليها شهادات مكتوبة، فقد انحصرت «بالطبقة العلية» واشتغلت بمواد الرفاهية ولم تلعب دوراً هاماً في الاقتصاد حسب «فايزت»، إلا أن تجار التجارة البعيدة لم ينحصر عملهم بتأمين مواد الرفاه، إنما لعبوا دور الممثلين الدبلوماسيين أيضاً. كانت التجارة في اتجاه الغرب تتم من خلال كركميش وإيمار بشكل أساسي، وأيضاً هنك بعض الدلائل المتفرقة عن تجارة النبيذ مع أوغاريت على ما يبدو، بينما التجارة مع مصر القديمة فلعبت فيها صيدون الدور الهام.

#### تجارة
صدّرت آشور المنسوجات بشكل أساسي أيضاً في الدولة الوسطى، أما التجارة البعيدة التي يرد عليها شهادات مكتوبة، فقد انحصرت «بالطبقة العلية» واشتغلت بمواد الرفاهية ولم تلعب دوراً هاماً في الأقتصاد حسب «فايزت»، إلا أن تجار التجارة البعيدة لم ينحصر عملهم بتأمين مواد الرفاه، إنما لعبوا دور الممثلين الدبلوماسيين أيضاً. كانت التجارة في اتجاه الغرب تتم من خلال كركميش وإيمار بشكل أساسي، وأيضاً هنك بعض الدلائل المتفرقة عن تجارة النبيذ مع أوغاريت على ما يبدو، بينما التجارة مع مصر القديمة فلعبت فيها صيدون الدور الهام.

#### الزراعة وتربية الحيوان
يصف «فايزت» آشور الوسطى بالمجتمع الزراعي، فالزراعة شكلت عامل الاكتفاء الذاتي أساساً، وفائض الإنتاج صب في تمويل المعبد وحاشية الملك والجيش، ويميز «جارِلي» بين ثلاث أنواع من المُلكية
- أراضي يملكها التاج
- أملاك خاصة
- أراضي التاج التي يستثمرها بعض الأشخاص

كان بالإمكان بيع الأرض كما تدلل على ذلك المجموعة الكبيرة من الوثائق القانونية، ولكن من غير المؤكد سريان ذلك على كل أنواع الأرض، كما وثّق الشراء كتابياً («طوبا داناتا») كانت تربية الحيوانات هامة، وأهمها الضأن، كما ورّدت الماشية من البادية كما كان يفعل الـ«سوتي»، وسيتم استيراد الخيول من المناطق المرتفعة. كنباتات زيتية تمت زراعة السمسم، ويرى «فايزت» أنه منذ زمن الدولة الوسطى كان يتم استيراد زيت الزيتون، وكانت البيرة من المشروبات الهامة ويفترض أن النبيذ استورد من سوريا (من كركميش وأوغاريت) وكان حكراً على «عليّة القوم» ومنذ القرن 13 ق.م صنع النبيذ في حوض الخابور أيضاً، والعسل استورد أيضاً، أما في آشور نفسها فقد صُنع نوع من العصير الحلو المكثف (يسمى«لال»).

#### مواد البناء
شكّل الآجرمادة البناء الرئيسية، وجُلب الخشب لاستخدامه في سقوف الأبنية الضخمة من قصورومعابد، وهناك أدلة على ذلك منذ زمن «توكولتي- أبيل- إشارا» الأول، حيث جلبت أخشاب الأرز من الأمانوس ولبنان، إما على شكل غنيمة حرب أو نوع من جزية على المناطق الخاضعة، وجلبت أخشاب الـ «جوشورو» من «مخري» وهي موقع يرجح وجوده بين دجلة والزاب الأعلى لاستخدامها في بناء قصر «توكولتي-نينورتا» الأول، أما الجص والأحجار الكلسية فقد وجدت في آشور نفسها، بينما استورد البازلت والألبستر.

#### حِرف
بقي استعمال الأدوات الصوانية كما كان سابقاً في الاستعمالات المنزلية، وفي صناعة النسيج فكان لاشتغال الصوف الأولوية، ما يشير له العدد الكبيرمن الكلمات الآشورية (مصطلحات) التي خُصصت لأنواع المنسوجات والملابس، كما استوردت ملابس من الكتان من كركميش. سُبك البرونز في آشور نفسها على شكل سبائك («شابارتو») للتصدير، فالنحاس جُلب من الأناضول أو قبرص، والقصدير ربما من شمال سوريا أو حاتي، وقد وجدت بعض السبائك البرونزية الآشورية المعروفة بـ«سبائك جلد الثور» في «دور كوريغالزو» (عقرقوف). كما جُلب خشب الأبنوس من [وضح من هو المقصود ؟] واستخدم في صناعة الصناديق الثمينة، وكذلك العاج المجلوب من سوريا، وجُلب أيضاً الازورد من البابلية التي جلبته بدورها إما من بدخشان في أفغانستان، أو من طاجيكستان، ولقد استخدم أيضاً كهدايا ثمينة بين الملوك، كما في حالة الهدية لملك مصر (الرسالة EA15 من قائمة رسائل تل العمارنة). وعادة ما يُشغّل القصر مجموعة من الحرفين، الذين يتسلمون المواد الأولية من مخازن القصر .

### الإمبراطورية الحديثة
قُسم الحرفيون إلى طبقات في الدولة الآشورية الحديثة، وكان معلمو المهن يسمون «ومَنو»، كما أشرف على العاملين في القصر أحد الموظفين الكبار .

## هيكلية الدولة

### هيكلية الدولة القديمة
كان «بيت إليم / بيت ليمين» (bīt ālim/bīt līmin) المركز الإداري الأعلى مرتبة في مدينة آشور بعد الملك وحاشيته، والذي يشبه مجلس المدينة، كما كان«بيت إليم» مسؤولاً عن التجارة وترأسه «الليمو» (الموظف الكبير)، وأقر قوانين تجارية وقوانين ناظمة للعلاقة مع «الكاروم» (المستوطنة التجارية)، ويبدو أن كان له الحق في التدخل فيما يخص العلاقات مع الدول الأخرى، وجبى ضريبة على البضائع المصدرة من آشور والتي توجب ختمها بـ «خاتم المدينة»، كما حاز «الليمو» على منصب هام في القضاء، وكان أميناً على إقرار الضريبة، فـ«مبعوث المدينة» مسؤول على مراقبة تجارة «الكاروم» (المستوطنة التجارية).

### المرحلة الوسطى
يعتبر بعض المؤرخين أن نظام الدولة الآشورية الوسطى كان نظاماً اقطاعياً، بينما يعتبره آخرون نظام استبدادي يسيطر فيه الملك على الفلاحين من خلال جهاز بيروقراطي قوي، ويستولي على إنتاجهم الزائد. وتتشكل «عليّة القوم» من أفراد الأسرة الحاكمة، وكبار الموظفين والمُلّاك من آشور، بينما لم يعتبر التجار (على عكس الدولة القديمة) من «عليّة القوم».
من المرجح أن غالبية سكان الدولة عاشوا في قرى مكتفية بذاتها (إلو/ ālu على سبيل المثال)، وكانوا على الأقل جزئياَ ملزمين بدفع ضرائب لأحد كبار المُلّاك، ويرى «بوستجات» (Postgate) أن الكلمة الآشورية «إليو» (ālāiu) تنسحب على هؤلاء الفلاحين غير الأحرار، وحسب «بوستجات» فإن كل الأرض مُلك للتاج، وعلى الفلاحين مقابل استثمارها تنفذ أعمال خدمة (سخرة/ «يلكو» ilku)، وكبار المُلاك كان بإمكانهم اختيارمن يقوم بأعمال السخرة (يلكو) عنهم، وممكن أن تكون الـ «يلكو» مواد عينية تقدم للجيش (خورِدو)، فاللوح المسماري (TR 3005) يبيّن تقديم حبوب وصوف ودهن الخنزير، ويبين اللوح (KAJ 253) تقديم خدمة العناية بخيول العربات الحربية كـ «يلكو»، أما الشكل الأعم للـ «يلكو» فكان الخدمة في الجيش. لقد كان الرق موجوداً، ونادراً ما ذُكرت أصول الرقيق فقد ذكر البعض منها «اللولوبي» (Lulubi)، وبتكليف من الملك كانت تشترى حرية الآشوريين المسترزقين نتيجة أسرهم في الحروب، وإن وجد أحد الآشوريين في أسرالعدو لأكثر من سنتين، تعتبر زوجته أرملة ويحق لها الزواج مجدداً، وقبل أنتهاء فترة السنتين كان بالإمكان بيع بيته وأرضه للإنفاق على حياة زوجته في حال لم يكن لها أقارب يعيلوها، وإن عاد الأسير بعد هذه المدة كان له الحق باسترداد زوجته، لكن لا حق له بالأولاد من الزوج الآخر، كما له حق بشراء بيته مجدداً.

## اللغة
تكلم وكتب الآشوريون كما البابليون باللغة الأكدية، وبدء من عهد "شارّوم- كين" الثاني ولاحقاً الدولة البابلية الحديثة أصبحت الآرامية تنافس الأكدية، لكن مع ذلك بقيت اللغة الأكدية في الدولة الآشورية الحديثة هي لغة توثيق الكتابات الرسمية وذلك بكتابتها على الرُقم الطينية بالخط المسماري.